# Josh Green (basket-ball)
Pour les articles homonymes, voir Joshua Green.
Josh Green, né le 16 novembre 2000 à Sydney en Australie, est un joueur australien de basket-ball évoluant au poste d'arrière voire d'ailier. Il mesure 1,95 m.

## Biographie

### Mavericks de Dallas (2020-2024)
Il passe une saison à l'université avec les Wildcats de l'Arizona avant de se présenter à la draft 2020 où il est attendu au premier tour. Il est choisi en 18e position par les Mavericks de Dallas.
En octobre 2023, il prolonge avec les Mavericks pour trois saisons et 41 millions de dollars.

### Hornets de Charlotte (depuis 2024)
En juillet 2024, il rejoint les Hornets dans le cadre d'un transfert impliquant les Mavericks de Dallas, les Hornets de Charlotte et les Warriors de Golden State.

## Statistiques

### Universitaires
Les statistiques de Josh Green en matchs universitaires sont les suivantes :
| Saison    | Équipe   | Matchs | Titul. | Min./m | % Tir | % 3pts | % LF | Rbds/m. | Pass/m. | Int/m. | Ctr/m. | Pts/m. |
| --------- | -------- | ------ | ------ | ------ | ----- | ------ | ---- | ------- | ------- | ------ | ------ | ------ |
| 2019-2020 | Arizona  | 30     | 30     | 30,9   | 42,4  | 36,1   | 78,0 | 4,60    | 2,60    | 1,50   | 0,40   | 12,00  |
| Carrière  | Carrière | 30     | 30     | 30,9   | 42,4  | 36,1   | 78,0 | 4,60    | 2,60    | 1,50   | 0,40   | 12,00  |

### Professionnelles

#### Saison régulière
| Saison    | Équipe   | Matchs | Titul. | Min./m | % Tir | % 3pts | % LF | Rbds/m. | Pass/m. | Int/m. | Ctr/m. | Pts/m. |
| --------- | -------- | ------ | ------ | ------ | ----- | ------ | ---- | ------- | ------- | ------ | ------ | ------ |
| 2020-2021 | Dallas   | 39     | 5      | 11,4   | 45,2  | 16,0   | 56,5 | 2,00    | 0,70    | 0,40   | 0,10   | 2,60   |
| 2021-2022 | Dallas   | 67     | 3      | 15,5   | 50,8  | 35,9   | 68,9 | 2,40    | 1,20    | 0,70   | 0,20   | 4,80   |
| 2022-2023 | Dallas   | 60     | 21     | 25,7   | 53,7  | 40,2   | 72,3 | 3,00    | 1,70    | 0,70   | 0,10   | 9,10   |
| 2023-2024 | Dallas   | 57     | 33     | 26,4   | 47,9  | 38,5   | 68,4 | 3,20    | 2,30    | 0,80   | 0,20   | 8,20   |
| Carrière  | Carrière | 223    | 62     | 20,3   | 50,3  | 37,5   | 68,9 | 2,70    | 1,50    | 0,70   | 0,10   | 6,40   |

#### Playoffs
| Saison   | Équipe   | Matchs | Titul. | Min./m | % Tir | % 3pts | % LF | Rbds/m. | Pass/m. | Int/m. | Ctr/m. | Pts/m. |
| -------- | -------- | ------ | ------ | ------ | ----- | ------ | ---- | ------- | ------- | ------ | ------ | ------ |
| 2021     | Dallas   | 1      | 0      | 4,0    | –     | –      | –    | 0,00    | 0,00    | 0,00   | 0,00   | 0,00   |
| 2022     | Dallas   | 16     | 0      | 7,6    | 28,6  | 22,7   | 25,0 | 0,80    | 0,40    | 0,30   | 0,00   | 1,40   |
| 2024     | Dallas   | 22     | 0      | 18,1   | 42,4  | 39,0   | 73,7 | 2,50    | 1,00    | 0,80   | 0,10   | 5,00   |
| Carrière | Carrière | 39     | 0      | 13,4   | 38,9  | 34,6   | 59,3 | 1,70    | 0,80    | 0,60   | 0,10   | 3,40   |